# Letorost
Letorosty jsou bylinné přírůstky větví, které do podzimu vyzrávají (zdřevnatějí). Zdřevnatělý letorost, z něhož opadaly listy, se nazývá výhon.
Letorosty jsou důležité při poznávání opadavých dřevin v období vegetačního klidu, kdy nejsou k dispozici listy. Dobrým určovacím znakem jsou pupeny. Jednotlivé dřeviny se liší jejich tvarem, barvou a jinými vlastnosti. Základním znakem je postavení pupenů, tedy zda jsou střídavé, vstřícné nebo v přeslenech. Těsně vedle pupenu se nachází jizva po opadlém listu. Její tvar a jiné charakterové vlastnosti jsou také důležité. Dalšími znaky jsou např. barva letorostů, přítomnost vytrvalých palistů u některých dřevin apod.
Zájemce o poznávání dřevin si v zimě může vytvořit sbírku letorostů a určování dřevin si tak lépe osvojit.

## Dělení
- Letorosty vrcholové vyrůstají z vrcholového pupenu.
- Letorosty postranní nesou ve své nejspodnější části listovou růžici, vytvořenou z několika menších listů, v jejichž úžlabí jsou málo vyvinutá očka.
- Předčasné letorosty vyrůstají ještě téhož roku z letorostů vrcholových.